# 沖縄県医師会
一般社団法人沖縄県医師会（おきなわけんいしかい、英称 Okinawa Medical Association）は、沖縄県の医師を会員とする法人。

## 本部所在地
沖縄県島尻郡南風原町字新川218-9

## 沿革
- 1946年 沖縄医療団会議設立
- 1951年2月23日 沖縄群島医師会が発足

## 地区医師会
- 北部地区医師会
- 中部地区医師会
- 浦添市医師会
- 那覇市医師会
- 南部地区医師会
- 宮古地区医師会
- 八重山地区医師会
- 国療沖縄公務員医師会
- 琉球大学医師会
- 沖縄県公務員医師会
- 那覇市立病院医師会